# Shaushtatar
Roi du Mitanni de la seconde moitié du XVe siècle, Shaushtatar mit à sac Assur vers le XVe siècle av. J.-C. et ramena les portes en or et en argent du palais royal à Washshukanni. Le fait est rapporté par un document hittite, le traité entre  Suppiluliuma Ier et Shattiwazza. Il n’existe aucune source assyrienne rapportant cet évènement. Kühne pense que la campagne de Shaushtatar eut lieu sous le règne de 
Assur-nadin-ahhe I, qu’il remplaça par Enlil-Nasir II (1430-1425 av. J.-C.). Les noms de ces rois sont connus grâce à la liste des rois d’Assyrie, comme Sargon I et II.
(Bien que cette interprétation soit plausible, elle n’est corroborée par aucune source indépendante. Il existe aussi une certaine confusion parmi les sources entre Shaushtatar (vers 1440-1410 av. J.-C.) et Shuttarna II (vers 1400-1385 av. J.-C.).)
Alep, Nuzi et Arrapha semblent avoir été annexés par le Mitanni sous Shaushtatar. Le palais du prince héritier, le gouverneur de Arrapha a été fouillé. Une lettre de Shaushtatar fut découverte dans la maison de Shilwe-Teshup. Son sceau montre des héros et des génies ailés combattant des lions et d’autres animaux, ainsi qu’un soleil ailé. Ce style, avec une multitude de personnages répartis sur tout l’espace disponible est considéré comme typiquement hourrite. Un second sceau trouvé à  Alalakh, appartenant à Shuttarna I, mais utilisé par Shaushtatar, est d’un style akkadien.
La supériorité militaire de Mitanni était probablement due à l’utilisation de chars de guerre à deux roues qui étaient conduits par les Maryannu. Un texte décrivant l’entraînement des cheveux pour la guerre, écrit par un certain Kikkuli le Mitanni fut trouvé dans les archives de Hattusa. L’hypothèse selon laquelle le char eut été introduit en Mésopotamie peu après la fondation du royaume du Mitanni est en revanche beaucoup plus spéculative.
Après le sac d'Assur, l'Assyrie aurait payé un tribut à Mitanni jusque sous Assur-uballit Ier (1365-1330 av. J.-C.). Il n’en existe aucune trace dans la liste des rois assyriens. Il est donc probable qu'Assur n’eut jamais un gouverneur originaire du Hanilgabat, mais qu'elle était dirigée par une dynastie assyrienne qui prêtait allégeance à celle de Shaushtatar. Le temple de Sin et Shamash fut construit à Assur lorsque celle-ci était vassale du Mitanni.
Sous Aménophis III, le Mitanni semble avoir rétabli son influence sur le milieu de la vallée de l'Oronte qui avait été conquise par Thoutmôsis III. Aménophis combattit en Syrie en 1425 av. J.-C., sans doute contre le Mitanni, mais ne parvint pas à atteindre l'Euphrate.
Son successeur est Artatama.